# Tropidonophis doriae
Tropidonophis doriae — вид змій родини полозових (Colubridae). Мешкає в Індонезії і Папуа Нової Гвінеї. Вид названий на честь італійського натураліста Джакомо Доріа.

## Поширення і екологія
Tropidonophis doriae мешкають на Нової Гвінеї та на островах Ару. Вони живуть у вологих тропічних лісах, на берегах водойм. Ведуть водний, денний спосіб життя. Полюють на амфібій, а також на рибу, поїдають ікру і пуголовків. Самиці відкладають яйця, в кладці від 2 до 8 яєць.